# Skye Bennett
Pour les articles homonymes, voir Bennett.
Skye Deva Bennett (née le 2 mai 1995 à Londres en Angleterre) est une actrice anglaise, principalement connue pour son rôle de Sarah dans Dark Floors et celui de Martha dans Les Piliers de la terre.

## Vie personnelle
Skye est née à Londres en Angleterre de parents américains et déménage à Berkshire avant son premier anniversaire. Elle commence à apprendre des figures de Skateboard à l'âge de quatre ans et pratiquera en compétition jusqu'à ce que sa carrière d'actrice la mette dans l'impossibilité de continuer à s'entrainer. Skye a commencé à fréquenter la prestigieuse École de la scène Jackie Palmer en 2004. Elle est végétarienne et à un chien et deux chat, tous trois secourus. Elle est chanteuse dans le groupe de rock acoustique «Atlas & Anchors» et a une relation avec un autre membre du groupe, Sam Brett.

## Carrière d'actrice

### Au cinéma
Skye Bennett commence à jouer à l'âge de dix ans dans Shadow Man, un film de Steven Seagal. Depuis, elle est apparue dans The Good Night, Boy A, It's Alive, Dark Floors et Against the Dark. De plus, elle reçut un petit rôle dans Bleach.

### À la télévision
Bennett apparait en Mina dans l'adaptation en film du roman récipiendaire de la Carnegie Medal Skellig de David Almond qui est sorti au Royaume-Uni en 2009. Elle fit plusieurs autres apparitions à la télévision et à la radio incluant Holby City, Ballet Shoes et Torchwood. Elle apparait comme la jeune Martha dans l'adaptation à la télévision de Les Piliers de la terre.

### Au théâtre
Bennett fit ses débuts au théâtre à treize ans dans le rôle de Nadia dans l'adaptation de Burnt by the Sun de Peter Flannery au Royal National Theatre, Londres en mars 2009. Bennett à aussi joué dans la nouvelle pièce de Mark Haddon, Polar Bears au London's Donmar Warehouse au printemps 2010.

## Filmographie
| Film       | Film                    | Film                              | Film |
| Année      | Film                    | Rôle(s)                           |      |
| ---------- | ----------------------- | --------------------------------- | ---- |
| 2006       | Shadow Man              | Amanda                            |      |
| 2007       | The Good Night          | Ballerine                         |      |
| 2007       | Boy A                   | Angela Milton                     |      |
| 2008       | Dark Floors             | Sarah                             |      |
| 2008       | It's Alive              | Nicole                            |      |
| 2009       | Against the Dark        | Charlotte                         |      |
| 2010       | Bleach                  | Francesca                         |      |
| Télévision |                         |                                   |      |
| Année      | Titre                   | Rôle(s)                           |      |
| 2006       | Holby City              | Heather Wilson                    |      |
| 2007       | Ballet Shoes            | Sylvia (jeune)                    |      |
| 2008       | Torchwood               | Petite fille                      |      |
| 2009       | Skellig                 | Mina                              |      |
| 2010       | Any Human Heart         | Gail                              |      |
| 2010       | Les Piliers de la terre | Martha Builder                    |      |
| 2006-2011  | Holby City              | Amy Reynolds                      |      |
| 2007-      | Doctors                 | Catriona Morbrook / Evie Cothey / |      |
| 2007-      | Doctors                 | Cassie Turner / Izzie Waters      |      |

## Jeux vidéo
| Année     | Jeu Vidéo                                                                   | Rôle(s)                |
| --------- | --------------------------------------------------------------------------- | ---------------------- |
| 2017-2018 | Xenoblade Chronicles 2 / Xenoblade Chronicles 2 - Torna, The Golden Country | Pyra / Mythra / Pneuma |
| 2021      | Super Smash Bros. Ultimate (DLC 9)                                          | Pyra / Mythra          |

## Crédits
- (en) Cet article est partiellement ou en totalité issu de l’article de Wikipédia en anglais intitulé « Skye Bennett » (voir la liste des auteurs).